# 海岸寺站
海岸寺站（日语：／ Kaiganji eki */?）是位於日本香川縣仲多度郡多度津町，隸屬於四國旅客鐵道（JR四國）的鐵路車站，車站編號為Y13。本站只停靠普通列車。

## 車站構造
本站為木製單層式站房。本站過去曾是站員駐守站，因此站內設有站員室。無人化後，售票工作曾改由車站外的商店委託發售，2008年起，因應能對應高松站的自動閘機，加設了自動售票機，而車票委託服務也隨之取消。站舍現時只用作候車室之用，洗手間設於站舍外。
設有島式月台1個，提供1線2面的配置。其中1號月台為主月台及主軌，供特急列車通過之用；2號月台為副主線，供避車時使用，一般情況下，昔通列車均以1號月台作上落客之用。

### 月台配置
| 月台 | 路線    | 方向 | 目的地                       | 備註              |
| ---- | ------- | ---- | ---------------------------- | ----------------- |
| 1    | ■予讚線 | 上行 | 多度津、高松、岡山方向       | 一部分停靠2號月台 |
| 2    | ■予讚線 | 下行 | 觀音寺、伊予三島、新居濱方向 |                   |

## 歷史
- 1913年10月20日：開業。
- 1969年10月1日：貨物託運服務中止。
- 1971年11月8日：無人化，簡易委託化。[1]
- 1987年4月1日：日本國鐵分割民營化，車站的營運由JR四國繼承。
- 2008年6月1日：簡易委託發售車票服務停止。

## 使用人數
| 上車人次推移 | 上車人次推移 |
| 年度         | 1日平均人數  |
| ------------ | ------------ |
| 2008         | 103          |
| 2009         | 87           |
| 2010         | 88           |
| 2011         | 75           |
| 2012         | 71           |
| 2013         | 71           |
| 2014         | 70           |

## 相鄰車站
四國旅客鐵道
■予讚線
■快速「Sunport」、■普通
多度津（Y12）－海岸寺（Y13）－（臨）津島之宮－詫間（Y14）